# Teuchern
Teuchern é um município da Alemanha, situado no distrito de Burgenlandkreis, no estado de Saxônia-Anhalt. Tem 81,84 km² de área, e sua população em 2019 foi estimada em 8.086 habitantes.